# Hockenheim
Hockenheim je velké okresní město v německé spolkové zemi Bádensko-Württembersko. Leží v Hornorýnské pánvi na řece Kraichbachu dvacet kilometrů jižně od Mannheimu a deset kilometrů na západ od Walldorfu.
Ve světě je známé především díky Hockenheimringu, okruhu, kde se mimo jiné jezdí Velká cena Německa formule 1.

## Partnerská města
- Commercy, Francie, 1970
- Hohenstein-Ernstthal, Sasko, Německo, 1990
- Mooresville, Severní Karolína, Spojené státy americké, 2002